# Pavel Bouška
Pavel Bouška (* 3. září 1972) je bývalý český fotbalista.

## Fotbalová kariéra
V české lize hrál za Bohemians Praha. Nastoupil ve 2 ligových utkáních.

## Ligová bilance
| Ročník                          | Zápasy | Góly | Klub            |
| ------------------------------- | ------ | ---- | --------------- |
| 1. česká fotbalová liga 1993/94 | 2      | 0    | Bohemians Praha |
| CELKEM 1. liga                  | 2      | 0    |                 |